# Synagoge Billigheim (Billigheim-Ingenheim)
Die Synagoge in Billigheim im rheinland-pfälzischen Landkreis Südliche Weinstraße wurde ca. 1844/45 in der Fürststraße 170 (heutige Marktstraße 39) errichtet. Bei den Novemberpogromen 1938 wurde die Synagoge verwüstet und in Brand gesetzt. Die Ruine wurde später abgerissen.

## Synagoge
Vermutlich gab es bereits seit 1762 einen Betsaal (1842 als Synagoge im Urkataster benannt) in der Fürststraße 170 (heutige Marktstraße 39). 1844 war das Gebäude stark sanierungsbedürftig. Bei den Sanierungsarbeiten wurde festgestellt, dass die Schäden so groß waren, dass eine Sanierung der vorhandenen Bausubstanz nicht mehr möglich war. Die Gemeinde beschloss daraufhin den Neubau einer Synagoge. Die Kosten überstiegen allerdings die finanziellen Möglichkeiten der jüdischen Gemeinde. Der Neubau konnte nur mit der Hilfe einer Spende eines Mitglieds der jüdischen Gemeinde in Höhe von 157 Gulden sowie durch einen Zuschuss der Gemeinde Billigheim in Höhe von 125 Gulden realisiert werden. Das Gebäude wurde ca. 1844/45 fertiggestellt. Es handelte sich um einen zweigeschossigen Rechteckbau mit Satteldach der aus einem Wohnhaus und einem Wirtschaftsgebäude bestand. Den vorderen Teil bildete das vorgelagerte Wohnhaus und den hinteren Teil das Wirtschaftsgebäude. Der Betsaal war im Obergeschoss des Wirtschaftsgebäudes untergebracht und verfügte über 31 Sitzplätze für Männer. Die 21 Frauensitzplätze waren im Obergeschoss des hinteren Teils des Wohnhauses untergebracht. Die Synagoge wurde zwischen 1876 und 1891 mehrfach instand gesetzt. Die umfangreichste Umbaumaßnahme fand 1876/77 statt. Das Wohnhaus im vorderen Teil des Gebäudes wurde abgetragen, was zur Folge hatte, dass eine Treppe am Wirtschaftsgebäude angebracht werden musste, über die der Betsaal erreichbar war. Bei den Novemberpogromen 1938 wurde die Synagoge durch Mitglieder der SA und der SS verwüstet und in Brand gesetzt. Die Ruine wurde später abgerissen. Heute befindet sich an der Stelle, an der sich die Synagoge befand, ein privater Parkplatz. Am Haus Marktstraße 37 wurde 1986 eine Gedenktafel angebracht. Die Inschrift lautet:
Hier stand, bis zu ihrer Zerstörung durch

die Nationalsozialisten in der Nacht 

vom 9./10. November 1938

DIE SYNAGOGE DER JÜDISCHEN

GEMEINDE BILLIGHEIM

Mit ihrer Zerstörung und der darauf folg-

enden Deportierung unserer jüdischen

Mitbürger in die Todeslager, endete

jegliches jüdische Leben in unserem Ort.

Diese Gedenktafel soll zur Erinnerung 

für die Lebenden und zur Mahnung

der kommenden Generation sein.

## Jüdische Gemeinde Billigheim
Die erste urkundliche Erwähnung eines, auf dem Gebiet von Billigheim ansässigen Juden, stammt von 1510. Weitere schriftliche Zeugnisse finden sich allerdings erst wieder ab 1722. Bis in die Mitte des 19. Jahrhunderts nahm die Zahl der Mitglieder der jüdischen Gemeinde ständig zu. Ab Mitte des 19. Jahrhunderts ging die Zahl der Mitglieder dann immer weiter zurück. Bedingt war dies durch die einsetzende Auswanderungswelle und eine Abwanderung in Folge der zunehmenden Industrialisierung in die Städte. Neben der Synagoge verfügte die jüdische Gemeinde über eine Mikwe. Obwohl kein eigenes Schulgebäude zur Verfügung stand, beschäftigte die Gemeinde einen Lehrer, der auch die Aufgaben des Vorbeters und Schochet innehatte. Der Unterricht der Kinder fand in den Privathäusern von jüdischen Gemeindemitgliedern statt. Die Verstorbenen wurden auf dem jüdischen Friedhof in Ingenheim beigesetzt. Ab 1933, nach der Machtergreifung Adolf Hitlers, wurden die jüdischen Einwohner immer mehr entrechtet. Zudem kam es immer wieder zu antijüdischen Aktionen. Dies hatte zur Folge, dass viele jüdische Familien Billigheim verließen. Die letzten fünf in Billigheim lebenden jüdischen Einwohner wurden im Oktober 1940 im Zuge der sogenannten Wagner-Bürckel-Aktion in das französische Internierungslager Gurs deportiert.

### Entwicklung der jüdischen Einwohnerzahl
| Jahr | Juden | Jüdische Familien | Bemerkung                   |
| ---- | ----- | ----------------- | --------------------------- |
| 1510 |       | 1                 |                             |
| 1722 |       | 10                |                             |
| 1731 | 66    | 12                |                             |
| 1768 |       | 12                |                             |
| 1808 | 42    |                   |                             |
| 1825 | 96    |                   | 5,5 Prozent der Bevölkerung |
| 1848 | 98    |                   |                             |
| 1858 | 109   |                   |                             |
| 1875 | 68    |                   |                             |
| 1880 | 72    |                   |                             |
| 1900 | 62    |                   |                             |
| 1910 | 70    |                   |                             |
| 1924 | 48    |                   |                             |
| 1932 | 35    |                   |                             |
| 1937 | 14    |                   |                             |
| 1938 | 16    |                   |                             |
| 1940 | 5     |                   |                             |

Quelle: alemannia-judaica.de; jüdische-gemeinden.de
Das Gedenkbuch – Opfer der Verfolgung der Juden unter der nationalsozialistischen Gewaltherrschaft 1933–1945 und die Zentrale Datenbank der Namen der Holocaustopfer von Yad Vashem führen 17 Mitglieder der jüdischen Gemeinschaft Billigheim (die dort geboren wurden oder zeitweise lebten) auf, die während der Zeit des Nationalsozialismus ermordet wurden.